# Winterthur Glossar
Das Winterthur Glossar ist ein Online-Lexikon für Themen mit Bezug zu Winterthur. Es wurde ehrenamtlich von Heinz Bächinger im Jahr 2006 begründet, der für die Seite über 1500 Artikel, unter anderem über Winterthurer Betriebe, Bauwerke, Organisationen und Ereignisse, schrieb. Einige Einträge über Winterthurer Persönlichkeiten steuerte der ehemalige Stadtpräsident Urs Widmer bei. 2021 wurde das Glossar von der Sammlung Winterthur der Winterthurer Bibliotheken übernommen. Eine Überarbeitung des Webseitendesigns und eine Erweiterung des Funktionsumfangs fanden 2022 statt. Eine Grosszahl der Artikeltexte sind Creative Commons lizenziert. Mit über 500 Seitenaufrufen täglich ist das Glossar ein viel-frequentiertes Nachschlagewerk.